# Biomimétisme

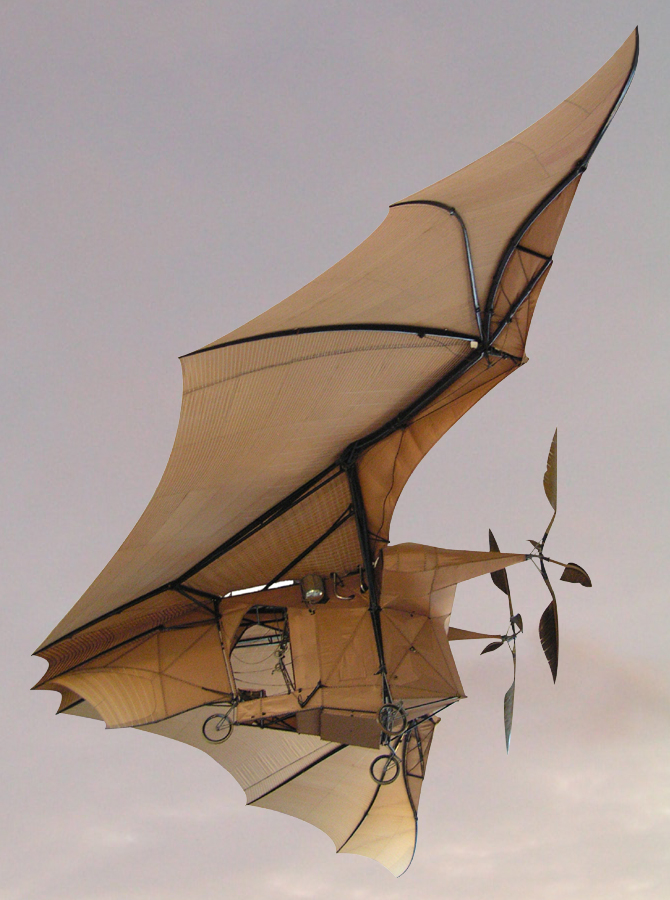
L'« avion-chauvesouris » de Clément Ader est un exemple d'engin bioinspiré.

Le biomimétisme désigne un processus d'innovation et d'ingénierie. Il s'inspire des formes, matières, propriétés, processus et fonctions du vivant, comme par exemple les ailes de l’oiseau inspirant l’aviation. Il peut concerner des échelles nanométriques et biomoléculaires avec par exemple l'ADN et l'ARN, et jusqu'à des échelles macroscopiques et écosystémiques, incluant donc les services écosystémiques.
Il cherche ainsi des solutions soutenables produites par la nature, sélectionnées par de nombreuses espèces, éprouvées par l'évolution au sein de la biosphère sur plus de 3,8 milliards d'années.
La biomimétique est un processus créatif interdisciplinaire entre la biologie et la technique, dont le but est de résoudre des problèmes anthropocentriques par l’abstraction, le transfert et l’application de connaissances issues de modèles biologiques. Mettant au point des procédés et des organisations permettant un développement durable des sociétés, le biomimétisme et la biomimétique sont parfois confondus avec la bioinspiration, cette dernière étant un concept plus générique puisqu'elle se définit comme « une approche créative reposant sur l'observation des systèmes biologiques ».
Le biomimétisme est un domaine encore émergent de la recherche et des domaines techniques, médicaux, industriels et de la bioéconomie, incluant des sous-domaines tels que la bionique, la bioassistance et l'architecture biomimétique. Certains auteurs y voient une voie nouvelle de développement soutenable et intégré dans la biosphère permettant de mettre au point des procédés et des organisations qui ouvrent la possibilité d'un développement durable des sociétés. En France et dans le monde, il existe de plus en plus d’organisations – des laboratoires de recherche aux entreprises en passant par les cabinets de conseil – qui agissent pour l’essor et la diffusion du biomimétisme.

## Sémantique, éléments de définitions
Étymologie : Le terme vient du grec, βίος bíos (vie) et μίμησις mímêsis (imitation).
C'est Otto Schmitt (universitaire et inventeur américain) qui aurait forgé le néologisme anglais biomimetics (biomimétisme pour les francophones) pour décrire la notion de transfert de processus de la biologie à la technologie.
Janine Benyus l'a ensuite vulgarisée, notamment dans son livre de 1997 (Biomimicry : Innovation Inspired by Nature) où elle invite à considérer la nature comme « modèle, mesure et mentor », en insistant sur l'importance d'associer la soutenabilité à l'utilisation du biomimétisme ;

### Vers une normalisation du vocabulaire et des concepts?
Dans le domaine en partie émergeant des solutions inspirées de la nature, y compris pour lutter contre le dérèglement climatique, le vocabulaire (mots, expressions) et ses traductions d'une langue à l'autre ne sont pas encore fixés, c'est notamment le cas selon l'AFNOR pour les mots « bioinspiration », « biomimétique », « biomimétisme », « bionique », « biotechnologie », « bioingénierie » qui peuvent prêter à confusion, et on pourrait ajouter à cette liste le mot écomimétisme.
Un double projet de normalisation industrielle des notions de biomimétique et de biomimétisme a été lancé en 2011 (notamment poussée par l'Allemagne et portée par la France), par une « commission de normalisation AFNOR Biomimétique » présidée par Thibault Prévost avec pour mission de clarifier ces termes pour faciliter la communication entre les développeurs, concepteurs, utilisateurs, ingénieurs et techniciens, financeurs, etc. (« Classification, définition et développement de la terminologie de la biomimétique » au travers de deux axes :
- « Description des potentiels et des limites de la biomimétique en tant que système d’innovation ou de stratégie de soutenabilité (durabilité) ».
- « Description et normalisation des méthodes biomimétiques, des matériaux biomimétiques, de procédés et de produits à travers le cycle de vie complet »

En mai 2013, l'AFNOR a accueilli deux jours de réunion du Secrétariat international sur la biomimétique, en défendant plusieurs propositions d’élaboration de normes sur le sujet. Deux projets de « normes d'application volontaire » internationales concernant la biomimétique (et non le biomimétisme pour lequel un autre projet de norme est à l'étude depuis 2011) sous l'égide de l'ISO ;
Pour Thibault Prévost, « la normalisation dans le domaine de la biomimétique est importante et innovante » car « les travaux normatifs visent le développement d'approches de recherche industrielle directement fondées sur la richesse intrinsèque des systèmes vivants, à la fois "vivier" potentiel de solutions nouvelles pour l'homme et modèle éprouvé de durabilité ». Deux projets de normes AFNOR ont été publiés en 2014, respectivement sur :
1. la terminologie et les concepts[8] ;
2. les méthodes d'optimisation[9]. Selon l'AFNOR, cette norme doit familiariser les concepteurs avec la biomimétique comme outils efficaces permettant par exemple (selon le projet de norme) d' « allonger la durée de vie de composants et réduire leur poids. Ainsi l’optimisation structurale permet d’améliorer une ou plusieurs des propriétés d’un composant (poids, charge, rigidité, durée de vie…), en augmentant au maximum ou en réduisant au minimum leurs valeurs ».

Ces deux projets en ont été présentés pour avis en 2014 par l'AFNOR (consultation publique close au 30/06/2014).
L'expression « bioinspiration » n'est pas une traduction ni une adaptation française du terme biomimicry (biomimétisme, expression proche mais inventé par des chercheurs nord américains (dont Janine Benyus). Bioinspiration et biomimétisme seraient donc deux termes et concepts ayant de nombreux points communs, sans être synonymes :
- la bioinspiration serait un terme plutôt global et généraliste désignant les démarches (y compris culturelles, musicales, esthétiques) qui s'inspirent du vivant ;
- le biomimétisme serait (pour l'AFNOR qui travaille encore à préciser sa définition) une méthode et une « Approche scientifique » consistant à plus directement s'inspirer du vivant pour créer des systèmes artificiels, et des solutions techniques compatibles avec la biosphère (répondant donc mieux aux exigences du développement soutenable, sous forme de services, d'organisation, de produits, d'architecture, de structure, etc.) Cette notion englobe en Allemagne la biomécanique ;
- les techniques biomimétiques s'inspirent d'organismes vivants, de propriétés de leurs tissus, de leur génome, etc. Elles sont par exemple utilisées dans un grand nombre de domaines industriels, et semblent avoir un bel avenir dans les secteurs agricole, forestier, de la construction[3].
- l’écomimétisme s'appuie plus largement sur l'étude de fonctionnements écosystémiques permettant de reproduire les conditions et avantages de systèmes souvent écologiquement très efficients[3], par exemple et notamment en s'appuyant sur les services écosystémiques[12],[5] ;
- en 1960, le mot « bionique » existait déjà, associé à des parties du corps humain actionnées par des moyens électroniques.

## Enjeux
Le biomimétisme pourrait aussi être un vecteur de mutation, d'une économie « carbonée » polluante et consommatrice d'espace, d'énergie et de ressources naturelles minérales vers une « économie verte » s'appuyant sur des techniques simples, propres, sûres et sobres, une transition énergétique, voire vers la transition écologique et sociale, en réponse aux crises économiques comme écologiques liées à la surexploitation des ressources naturelles[réf. nécessaire].
Les enjeux sont aussi économiques (un rapport américain évalue à 1000 milliards de dollars en 2025 ce que pourrait être le marché du biomimétisme). La bioinspiration permet souvent de « repenser le système de production » en le rendant plus efficace, moins coûteux et moins nuisant vis-à-vis de l'environnement, mais en France, le CESE estime qu'il est trop tôt et que l'on manque d'outils appropriés pour faire des évaluations économiques précises des bénéfices attendus.
Le biomimétisme est un processus neutre : il peut être source de progrès[C'est-à-dire ?], mais pourrait aussi servir à produire de nouvelles armes militaires ou économiques, ou contribuer à de nouveaux gaspillages de ressources. Et quand les transferts se font vers l'industrie des nanotechnologies ou des biotechnologies, des risques nouveaux ou émergents en matière de santé environnementale et/ou pour les écosystèmes sont à prendre en compte.[source insuffisante] Des problèmes complexes d'éthique environnementale se posent, avec notamment :
- le partage des connaissances et des bénéfices face aux récentes possibilités de brevetage du vivant. Ce brevetage peut déposséder les populations autochtones et les détenteurs de savoirs traditionnels au profit de quelques grandes multinationales ; il peut aussi priver des populations pauvres des retours de certaines inventions s'inspirant de la nature, mais brevetées.
- la bionique n'est pas en soi gage de soutenabilité ou de paix dans le monde. Comme le souligne le rapport du CGDD (2012), une « invention de la nature » isolée de son contexte peut perdre son intérêt écosystémique, voire être contreproductive, surtout si elle n'est pas inscrite dans un processus « circulaire » où la matière n'est pas intégralement recyclée. Chaque invention dans ce domaine devrait faire l'objet d'une analyse du cycle de vie (ACV) affinée[3]. En France le CESE propose que la notion de biomimétisme intègre systématiquement les principes et critères de la soutenabilité.

## Racines historiques
Dès la Préhistoire, les humains, en observant le monde vivant ont probablement trouvé de nombreuses réponses à des problèmes simples et complexes.
La nature a en effet par le jeu de l'évolution et de la sélection naturelle résolu de nombreux problèmes de bioingénierie, tels que l'hydrophobicité (repoussée de l'eau), la résistance au vent, le stockage de l'énergie, la biosynthèse à froid et à pression ambiante, l'autoassemblage et la capture de l'énergie solaire grâce aux mécanismes produits et sélectionnés par l'évolution.
Un exemple souvent cité du biomimétisme est l'étude des oiseaux faite pour permettre aux humains de voler ou planer. Il n'a pas créé de machine volante, mais Leonardo da Vinci (1452-1519) observait l'anatomie et le vol des oiseaux, avec maintes notes et esquisses, qui ont inspiré ses machines volantes. Les frères Wright, pionniers du premier aéronef plus lourd que l'air en 1903, se sont inspirés des pigeons en vol. D'autres inventeurs, tel Clément Ader, ont fait de la chauve-souris leur modèle.
Otto Schmitt, qui aurait inventé le mot biomimétisme (en anglais : biomimetics) pour décrire le transfert des processus de la biologie vers la technologie a inventé la bascule de Schmitt en tentant d'imiter la transmission des signaux par les nerfs.
Le Conseil économique, social et environnemental (CESE) note en 2016 que la différence entre la simple imitation de la nature et le biomimétisme est l'exigence de soutenabilité et que « de récentes avancées technologiques, notamment l’observation à l'échelle nanométrique nous a ouvert un champ immense d'investigations prometteuses ».

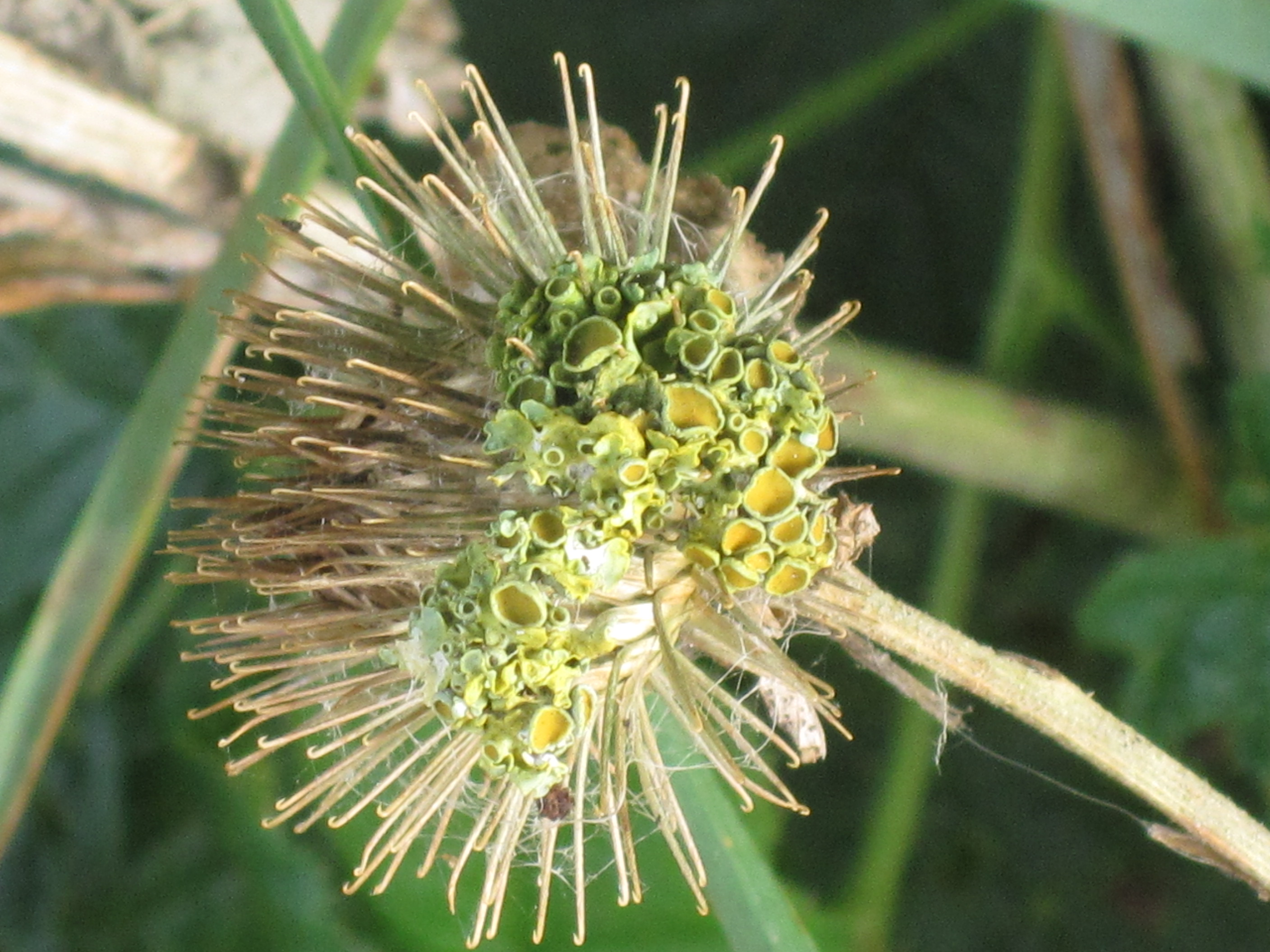
Ce lichen du genre Xanthoria (X. polycarpa probablement) survit en milieu très sec et à une exposition intense aux UV grâce à l'association entre l'algue unicellulaire et le champignon qui le constituent. Il est une source d'inspiration pour le biomimétisme.
De plus, dans le cas présent, il pourra être transporté sur de grandes distances par la propagule de bardane qu'il a colonisée. Ce sont les crochets de cette bardane qui ont inspiré l’inventeur du Velcro.

## Utilisation du biomimétisme

### Biomimétique des écosystèmes
Cette approche est axée non sur l'utilisation des ressources naturelles, ou la copie d'éléments naturels, mais plus profondément sur ce que l'on peut apprendre du fonctionnement de la biosphère, de ses réseaux trophiques et de l'évolution et de l'adaptation des espèces et des écosystèmes. L'approche est plus holistique. Elle implique une nouvelle approche dans la façon de voir, et suscite de nouveaux modes d'estimation de la « valeur » de la nature, de la valeur de la biodiversité et des services qu'elle fournit.
La biologiste Janine Benyus, au début des années 1990, propose cette nouvelle approche dans son ouvrage Biomimicry: Innovation Inspired by Nature. Selon elle les leçons que nous donne la nature sont notamment qu'elle :
- utilise une source d'énergie principale : l'énergie solaire ;
- n'utilise que la quantité d'énergie dont elle a besoin ;
- adapte la forme à la fonction ;
- recycle tout ;
- récompense la coopération (dont la symbiose et les interactions durables) ;
- parie sur la biodiversité ;
- exige une expertise locale (ex : Pharmacognosie chez l'Homme, et Zoopharmacognosie chez les chimpanzés, perroquets, moutons, etc. capables de trouver leurs médicaments dans leur environnement, et les consommer quand ils en ont besoin) ;
- limite les excès de l'intérieur ;
- utilise les contraintes comme source de créativité.

Janine Benyus insiste sur la capacité de la nature à biosynthétiser et structurer la matière organique ou minérale (ex : coquille) via des processus d'autoassemblage moléculaire auxquels le vivant intègre de l'information
L'aquaculture multitrophique intégrée (ou IMTA :Integrated multi-trophic aquaculture pour les anglophones) est notamment testée en Norvège et au Canada. Elle s'inspire du fait qu'en mer, algues, filtreurs et animaux sont complémentaires, les uns consommant les déchets des autres, les filtreurs épurant l'eau. Elle pourrait être associée à un récif artificiel et/ou à un dispositif de concentration du poisson ;

### Reproduction des macrostructures du vivant
Certains types d'écohabitat empruntent aux termitières des modèles de matériaux, architecture et/ou système passif de climatisation, qui pourraient dans bientôt aussi bénéficier des principes de construction par fabrication additive (« architecture imprimée »).
Les termitières ont directement inspiré l’Eastgate Centre, ce qui en fait un des meilleurs exemples de biomimétisme. Ce supermarché construit en 1996 à Harare au Zimbabwe a été créé et copié sur la structure des termitières afin d’y maintenir une chaleur uniforme. C'est un modèle de ventilation et d'isolation. De nombreuses ouvertures permettent en effet à l’air d’entrer par le bas du bâtiment, tandis que de grandes cheminées permettent d’évacuer l’air chaud qui remonte par convection. Cette installation créé un courant d’air naturel. Et la nuit, le bâtiment diffuse la chaleur emmagasinée. L’immeuble consomme ainsi 90 % d’énergie de moins que la moyenne.

### Biomimétisme et physiologie animale et végétale

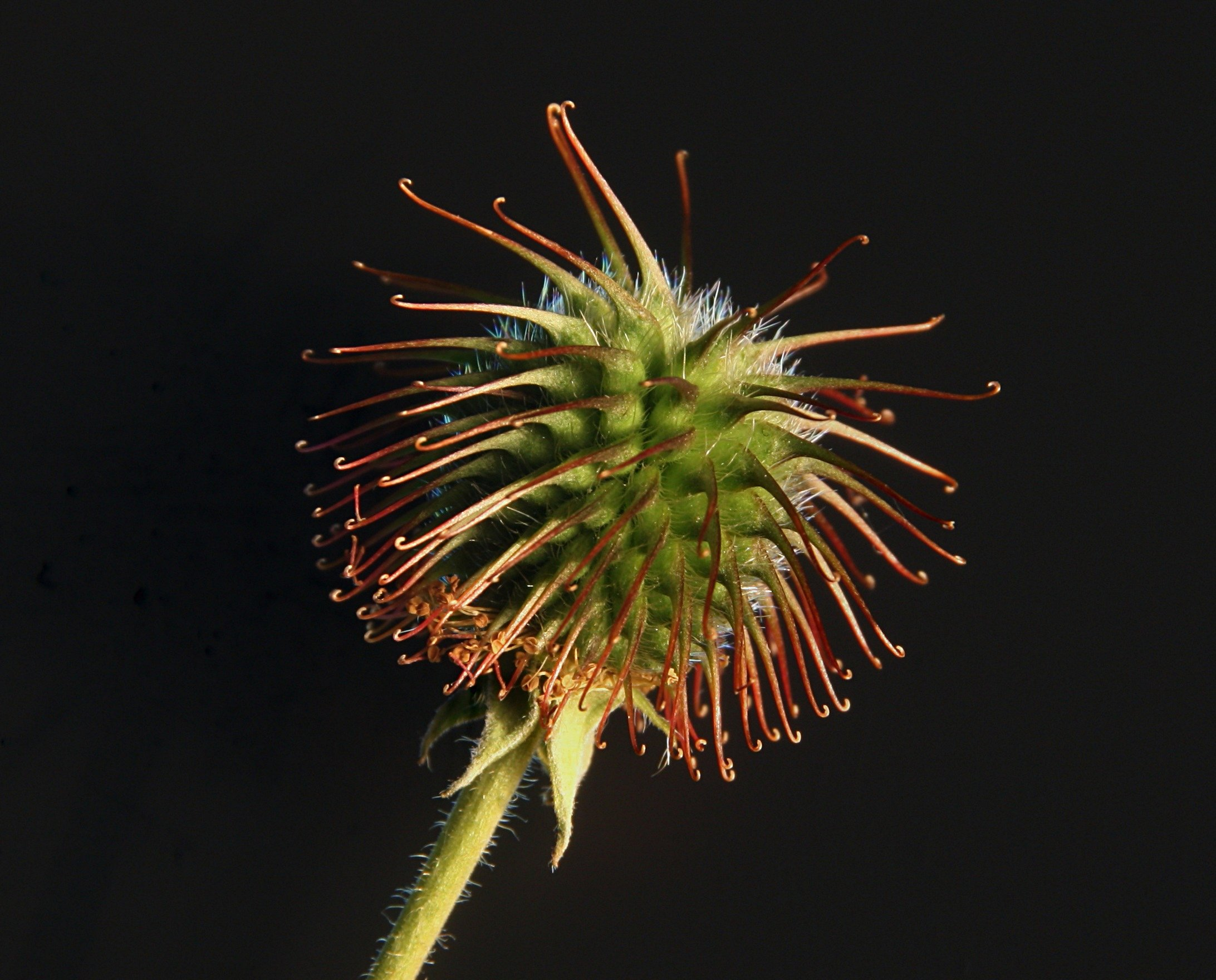
Le velcro est inspiré de plantes disposant de propagules munies de crochets menus et souples, comme ici la « benoîte commune » (Geum urbanum). D'autres plantes produisent des crochets plus grands et plus durs (bardane). Ces crochets leur permettent de faire transporter leurs graines par des animaux ou des vêtements.

Les plantes sont une source importante d'inspiration Des projets de hardwares, logiciels, senseurs, actuateurs et robots cherchent à s'inspirer du monde végétal et en particulier de ses capacités de phototactisme, chimiotactisme, photosynthèse et biosynthèse. Leurs systèmes racinaires pourraient inspirer des systèmes robotiques d'exploration,, monitoring ou exploitation des sols et sédiments ou réseaux faillés, en utilisant éventuellement la force osmotique, en y détectant des ressources ou conditions particulières,,. La biorobotique pourrait s'inspirer de modes de déplacement, mais aussi de modes perceptifs animaux, ou de couplages entre ces deux approches. Ainsi, les insectes sociaux et/ou volants pourraient inspirer des systèmes de navigation autonome « déconnectée », « en mode avion » ou en essaim, exploitant uniquement la lumière réfléchie par l’environnent ou polarisée diffusée par le ciel comme le font les crustacés sous l'eau, ou les oiseaux et les insectes navigateurs au long cours, pour trouver leur cap de manière optique et se géolocaliser visuellement.
Le velcro est inspiré des crochets de la propagule renfermant les graines de la bardane.
Certains appareils médicaux se sont inspirés de ce que la nature a fait de mieux (et souvent de plus simple) chez les humains. Notons le système d'écoute SKOP développée par une startup française, qui permet d'écouter le cœur, les poumons avec une qualité sonore qualifiée d'excellente par les professionnels. Ce système est inspiré de la cochlée humaine, qui purifie et intensifie les longueurs d'onde utiles à l'audition humaine. Utilisé dans le domaine de la santé humaine et animale, le concepteur s'est inspiré de l'oreille humaine[réf. nécessaire].
Les turboréacteurs créés sur le modèle du nautile.[réf. nécessaire]
En créant des pantographes en formes d'ailes reproduisant la structure de celles du hibou, le bruit du Shinkansen est diminué, pour le confort des passagers de ce train dont l'avant s'inspire du bec du martin-pêcheur pour gérer au mieux les surpressions en entrée de tunnel.[réf. nécessaire]
La robotique bioinspirée teste des robot-calmars, robot-poissons ou robot-méduses, capables de se déplacer dans l'eau, des robots disposant de tentacules souples (comme ceux d'une pieuvre) ou bien plus fins, éventuellement munis d'un sonar imitant (en eau peu profonde) celui des dauphins. D'autres robots pouvant ramper, voler marcher ou courir comme un animal (en portant de lourdes charges, parfois), ou étant capables d'explorer des environnements radioactifs ou extraplanétaire sont mis au point par divers acteurs (ex : JPL, SCHAFT Inc, CMU NREC, l'Université de Drexel, le RoMeLa de Virginia Tech pour le compte de la Nasa/JPL et/ou l'armée (via la DARPA) et en lien avec le MIT (MIT Robot Locomotion Group) des spécialistes de l'intelligence artificielle et des interfaces homme-machine (ex : « Florida Institute for Human and Machine Cognition » ou IHMC). La plupart des prototypes de ces robots sont plus ou moins inspirés d'organismes animaux ou de l'organisme humain) ; Certains ont un « déplacement multimodal » (ex : robot-pieuvre capable de marcher sur le fond ou de se propulser comme un calmar).
La structure métallique de la tour Eiffel présente des analogies avec celle du fémur ; Des architectes s'inspirent de divers types de squelettes et structures naturelles.
Le requin est une autre source d'inspiration : la combinaison de natation Fastskin imite l'épiderme du requin mako ; la compagnie Lufthansa cherche à améliorer le glissement dans l'air du fuselage des Airbus A340-300 grâce à un vernis à effet "peau de requin" et on a montré en 2016 que la colonne vertébrale d'un requin-chien durcit au fur et à mesure qu'il nage plus vite, permettant une nage efficience à des vitesses différentes, ce qui pourrait susciter de nouveaux concepts en robotique et biomatériaux.
Des décennies d'étude du traitement du signal d'écholocation des cétacés et des chauves-souris ont aidé les neurosciences à mieux comprendre comment ces animaux différencient des objets d'intérêt dans un environnement et un arrière-plan complexes, via les échos qu'ils reçoivent (par l'ouïe) et un processus dit « temporal binding ». Ces mécanismes pourraient « conduire à des technologies sonar et radar intelligents ».
La carapace chitineuse des scarabées Stenocara a inspiré des systèmes de récupérateur d'eau dans l'air (collecteur de rosée), les carapaces de crustacés (chitine) intéressent les industriels en recherche d'alternatives écologiques au plastique et des travaux récents (2019, parue dans Acta Biomaterialia) ont montré que les tissus souples de la face ventrale du homard sont extrêmement résistants et élastiques (aussi solide que le caoutchouc industriel utilisé pour fabriquer les pneus). Il s'agit d'une forme de chitine composée à environ 90 % d'eau (ce qui la rend particulièrement élastique, agencée en feuillets d'épaisseur microscopique dont l'orientation des fibres varie pour chaque feuillet ; un peu comme dans un contreplaqué).

### Biomimétisme à échelle nanométrique

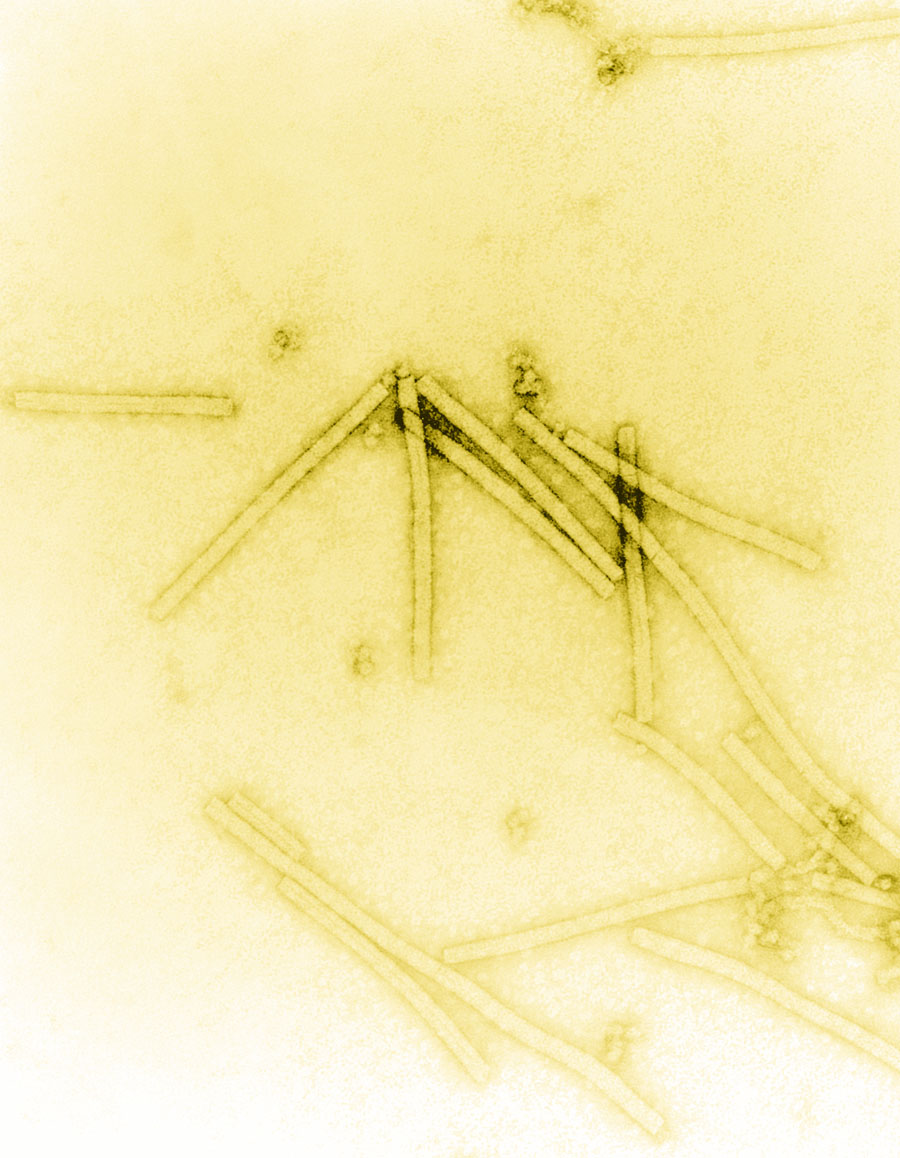
Bâtonnets de virus de la mosaïque du tabac pris par Microscope électronique à balayage

Le nanobiomimétisme est l'imitation des structures biologiques à l'échelle microscopique ou nanométrique. La nature fournit une vaste gamme de structures à ces échelles, source d'inspiration pour de nouveaux matériaux.
Ainsi Spongilla lacustris, une éponge d'eau douce, est capable de filtrer 70 fois son volume corporel en eau chaque minute tout en l'oxygénant grâce à une symbiose avec des micro-algues ; alors que d'autre éponges du genre Euplectella produisent spontanément des fibres optiques siliceuses plus résistantes que celles produites par l'Homme, et à basse température. Le nanobiomimétisme a déjà permis de produire des composants clés d'appareils nains comme les nanofils, les boîtes quantiques et les nanotubes d'une manière efficace et simple par rapport aux techniques lithographiques conventionnelles. On en trouve par exemple dans les détecteurs, les modules photovoltaïques, les systèmes de filtration, l'isolement et des utilisations médicales. En 2016-2017 des chercheurs ont produit un acier imitant l'os.

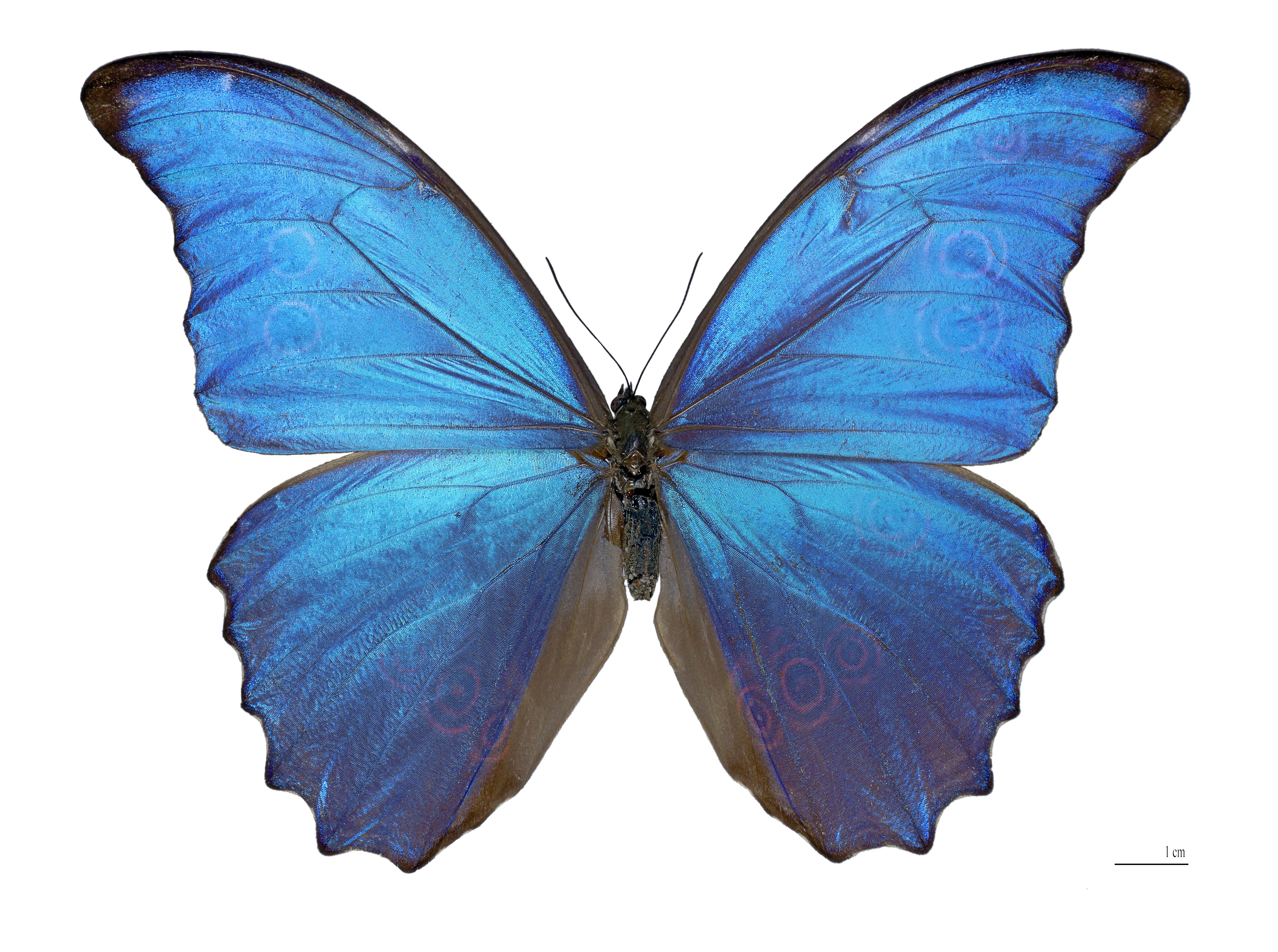
Le papillon Morpho doit son bleu vif à la couleur structurelle.

Les structures ténues de la surface de certains organismes qui leur donnent leur texture ou coloration peuvent être empruntées par des écrans, carrosseries, camouflage, fenêtres ou circuits optiques... Ces couleurs structurelles sont dues au brouillage des ondes de lumière frappant la surface, plutôt qu'aux pigments. Ces surfaces comprennent des crêtes, nervures, lamelles et côtes, parfois disposées sur plusieurs couches que l'on cherche à imiter dont pour créer des affichages à haute résolution et basse consommation.

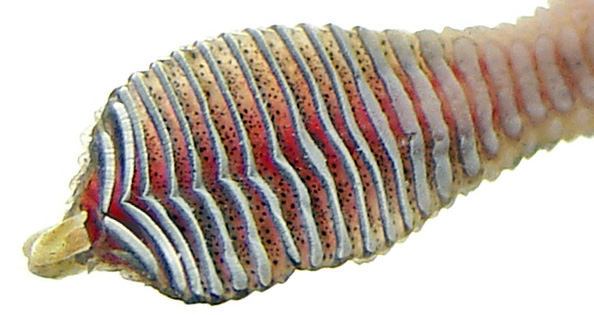
Les lamelles de la face inférieure des doigts du gecko ont inspiré des systèmes de préhension utilisables dans le vide et l'espace, qui pourraient bientôt équiper certains robots.

Pour les robots, des systèmes d'adhérence sont inspirés de la ventouse (utilisée par la pieuvre, l'anémone de mer, la patelle...), des crampons de certains végétaux (crampon de la vigne vierge), des colonies bactériennes (biofilm). Afin de mieux répondre aux besoins de l'exploration spatiale, on cherche des alternatives aux pinces à doigt opposé (inspirés par la main) qui saisissent mal les gros objets ou débris spatiaux ; la ventouse ne fonctionnent pas dans le vide ni les adhésifs chimiques collants peu efficaces aux gammes de températures extrêmes de l'orbite terrestre. Des moyens de saisie ou d'accrochage bioinspirés par les surfaces d’"adhérence sèche" des doigts du gecko ont été mises au point, et testées avec succès en 2017 ; ils sont basés sur de microscopiques filaments de silicium. Ces nouvelles pseudo-ventouses fonctionnent aussi sur terre, restant par exemple collées au mur durant plusieurs semaines de tests. De futurs robots pourraient en être équipées pour effectuer des sorties ou réparation sur un engin spatial. Par ce moyen ils pourraient aussi un jour capturer des débris spatiaux encombrant dangereusement l'orbite terrestre.
Les parois de douche, les fenêtres auto-nettoyantes et certains revêtements de l'industrie aéronautique ont été créées grâce à la découverte de "l'effet lotus".
Le nanobiomimétisme implique une étroite collaboration entre biologistes, écologues, ingénieurs, physiciens et experts en nanotechnologies.
Une « cape d'invisibilité » (adaptative, y compris dans l'infrarouge) pourrait s'inspirer du camouflage adaptatif coloré et structurel de certains céphalopodes (avec une peau se colorant comme chez la pieuvre ou plus encore chez certaines seiches). Pikul et al. en octobre 2017 ont réussi à obtenir des textures complexes au relief modifiable sur une « peau » artificielle à base de silicone. Les possibilités de transformation bi- ou tri-dimensionnelles programmables de surfaces élastiques et colorées sont encore rudimentaires, mais, par exemple associées à un réseau de neurones artificiels, ou à une meilleure maitrise de nanostructures, elles laissent entrevoir un nouveau champ du possible. Dans le cas présent des membranes élastomères sont enrobées de mailles textiles inextensibles et peuvent être plus ou moins « gonflées » pour prendre des formes pré-programmées. Les céphalopodes sont une source importante d'inspiration de ces points de vue,,,,,,.
Des nano- ou microrobots apparaissent. L'un (inspiré par le gerris) marche sur l'eau, en exploitant la tension superficielle de l'eau. D'autres volent ou nagent comme des insectes ; des chercheurs du CNRS ont créé des « micronageurs artificiels », laissant entrevoir de possibles innovations dans le domaine de la nanomédecine (ces nano- ou micronageurs pourraient transporter de petites quantités de médicaments dans les vaisseaux sanguins).

### Modèles biomimétiques en biophysique moléculaire
Il s'agit souvent de reconstituer un système biologique microscopique à partir de ses composantes élémentaires, pour reproduire tout ou partie du comportement réel. Les composantes couramment utilisées sont :
- Des protides, nucléotides, glucides et lipides auparavant isolés et purifiés ;
- Des solutions salines caractéristiques du milieu étudié (intérieur d'une cellule par exemple) ;
- Des éléments permettant l'observation (marqueurs fluorescents par exemple) ;
- Des surfaces (éventuellement superficiellement traitées, ou structurées dans la masse) ;
- Des composantes inorganiques utilisées pour leurs propriétés géométriques ou mécaniques (billes de latex par exemple).

Construire un modèle biomimétique peut permettre de valider des hypothèses sur le fonctionnement d'un système. Mais l'extrême complexité des systèmes en biologie cellulaire ou moléculaire limitent la modélisation à des cas particuliers. Le biomiméticien reste assujetti à des expériences menées sur les systèmes réels.
En biophysique moléculaire, les expériences de biomimétique se font in vitro (par opposition aux expériences menées dans des cellules vivantes (in vivo) mais toutes les expériences sur cellules uniques sont, d'un certain point de vue menées in vitro).
Voici quelques exemples d'expériences relevant de la biomimétique :
- moteurs moléculaires inspirés du comportement de la kinésine (une unique protéine de kinésine peut se déplacer sur un microtubule, et l'on peut mesurer par exemple la constante de dissociation, la force qu'elle est capable d'exercer le long du microtubule, ou encore sa vitesse moyenne de déplacement[réf. nécessaire] ;
- biopolymérisation, inspirée de la polymérisation de l'actine ou de la tubuline, ou de mucus tels que ceux des myxines. On[Qui ?] a pu par exemple comprendre le mécanisme de propulsion des bactéries Listeria, en les remplaçant in vitro par des billes de latex sur lesquelles on peut faire polymériser des filaments d'actine de façon contrôlée[réf. nécessaire]  ;
- membranes filtrantes imitant certaines propriétés de transport des membranes biologiques via leurs canaux ioniques. Une bicouche lipidique sur un support artificiel (à la façon d'une bulle de savon) peut permettre de contrôler des concentrations ioniques de chaque côté[réf. nécessaire].

La soie d'araignée est un polymère dont la configuration moléculaire peut varier et rapidement s'adapter à la température et l'humidité. Elle est notamment capable de « supercontraction » (de 10 à 140 MPa de contrainte) quand elle s'humidifie (en plusieurs minutes quand l'hygrométrie dépasse 70 %), et plus rapidement quand elle est subitement mouillée.
Un filtre à eau ultrapure pourrait être constitué de membranes et portes protéiques imitant les systèmes à l'œuvre dans la nature.

## Recherche et normalisation

### Dans le monde
Le Biomimicry Institute, fondé par Janine Benyus, a beaucoup contribué à diffuser ce concept, de même qu'en Europe le Biomimicry Europa et l'ICDD. Ainsi que pour des réunions internationales telles qu'à Boston en 2011. Un journal scientifique international est dédié au sujet : Bioinspiration & Biomimetics.
Quelques pays semblent plus avancés dans ce domaine, tels l'Allemagne (base du réseau BIOKON International), le Royaume-Uni, les États-Unis et le Japon. Autour d'eux la R&D et l'enseignement s'organisent, avec l'Institut Wyss pour ingénierie bioinspirée (Wyss Institute for Biologically Inspired Engineering) à Harvard,, est un centre de recherche en bioingénierie créé en 2009 grâce à un don de 125 millions de dollars fait par l'homme d'affaires suisse Hansjörg Wyss, pour notamment travailler sur les systèmes biomimétiques, les matériaux intelligents ou « avancés » et la robotique bioinspirée tant qu'ils sont encore trop expérimentaux pour intéresser l'Industrie. Il favorise la transdisciplinarité entre équipe, et chaque équipe est coachée par des personnes aux profils commerciaux qui doivent « assurer la finalité industrielle des technologies développées ».
Des architectes s'intéressent au sujet, la nature étant l'une des sources de certains architectes et décorateurs (avec l'Art nouveau par exemple), exposition des bâtiments et projets de l'architecte Moti Bodek, Potsdam, Allemagne. Mai 2014. Des urbanistes se saisissent aussi du sujet, avec par exemple le projet de la ville nouvelle de Mugaon à Lavasa en Inde, le premier à intégrer les principes du biomimétisme à une ville entière.

### En France
Le biomimétisme est une piste proposée en 2012 par le Commissariat général au développement durable (CGDD) et le Ministère chargé de l'écologie. En 2007, un rapport du Sénat y voit « l'une des boîtes à outils de la quatrième révolution industrielle ». Et en 2012-2013, ce thème est, sous la houlette de Dominique Dron, l'une des actions des cinq chantiers transversaux du CGDD et de trois de ses entités (DDD, DRI, SEEID), visant une « économie verte, résiliente et équitable ». Il intéresse certains pôles de compétitivité,,. Le sujet est notamment suivi par le ministère de l'Environnement et intégré dans la stratégie nationale de transition écologique.
Depuis fin 2011, l'AFNOR travaille sur un projet international de normalisation du biomimétisme, à la suite d'une demande de l'Institut allemand de normalisation (DIN) faite en mai 2011 à l'Organisation internationale de normalisation (ISO). L'ISO 18459:2015 spécifie déjà « les fonctions et domaines d'application des méthodes d'optimisation biomimétique » quand elles portent des problèmes de résistance de structures porteuses sous des charges statiques et de fatigue. ISO/DIS 18457 porte sur le biomimétisme appliqué à certains matériaux, structures et composants biomimétiques alors que la norme ISO/TC 266 classifie et définit le domaine et cadre la terminologie relative à la biomimétique « à des fins scientifiques, industrielles et éducatives »,.
En 2013, avec l'aide de l'Union européenne, la CCI région Nord de France a décidé d'aider 20 PME (via un accompagnement gratuit, après sélection de réponses à un appel à candidatures) à augmenter leur résilience en tant qu'atout « pour s’adapter, anticiper et apprendre afin de trouver des réponses favorables face à l’évolution de son environnement. Pour cela, l’entreprise s’inspirera, dans la mesure du possible, des modèles mis en œuvre par la Nature, ses écosystèmes faisant preuve d’une grande capacité d’adaptation depuis des millions d’années… ».
En 2015, le CESE publie son rapport en faveur du biomimétisme en France :
En 2015, alors que près de 100 projets de recherche sont référencés et qu'une cinquantaine d'entreprises seraient déjà engagées dans cette approche, le Centre d'études et d'Expertises en biomimétisme (Ceebios) est créé à l'initiative d'entités publiques et privées, parmi lesquelles le Muséum national d'histoire naturelle. Ce centre est présidé par Gilles Bœuf (ancien président du Muséum national d'histoire naturelle de 2009 à 2015). Le Ceebios collabore avec plusieurs centaines de laboratoires, entreprises dans divers secteurs (construction, automobile, aéronautique, énergie, cosmétique...), des institutions et des établissements d’enseignement supérieur dans le but d'accélérer le transfert de connaissances de la biologie vers d’autres disciplines. Ceebios travaille en concertation avec des réseaux internationaux et des institutions françaises (Ministères notamment avec l'appui du cabinet Myceco, agences publiques, Régions,,...) afin de construire une feuille de route nationale dans ce domaine. Ceebios travaille en collaboration avec ses homologues à l'international (programmes de R&D, réseaux et projets européens, concertations ISO, réseaux USA et Asie, etc.). En 2020, Ceebios est lauréat d'un appel à projets opéré par la BPI, pour le lancement du programme BiOMIg en partenariat avec le Museum national d'Histoire naturelle et le pôle Euramaterials. Cette plateforme vise, par la mutualisation de moyens et d'équipements, à accélérer l’innovation responsable inspirée du vivant avec des applications dans les grands secteurs industriels. La même année, la plateforme internationale d’analyse sectorielle Startus Insights classe Bioxegy, un bureau d’études et d’ingénierie français spécialisé dans le biomimétisme, dans le top 5 mondial des startups en biomimétisme. Bioxegy conçoit des techniques biomimétiques pour le compte des branches R&D d’industriels européens. Le large panel de secteurs abordés (aéronautique, algorithmie, automobile, construction, énergie, ferroviaire, luxe, santé, spatial, etc.) montre l’envergure du champ d’application du biomimétisme dans l’innovation.
Les politiques publiques dans le domaine évoluent favorablement :
- En 2019, le biomimétisme est cité dans le contrat d’objectifs et de performance 2019-2023 du CNRS[90] ;
- En 2019, est lancé le GDR biomim ;
- En 2020, le rapport Biomimétisme, quels leviers de développement & quelles perspectives pour la France ?, restitution d’une journée de travail à France Stratégie, rédigé par Myceco et Ceebios, est remis au cabinet du Président de la République[91] ;
- En 2020, le Museum lance le projet Bio-Inspire Museum[92] ;
- En 2021, des premières études sur les externalités du biomimétisme sont restituées pour le compte de l'ADEME par Myceco [93] et VertigoLab[94] ;
- En 2021, l'OPECST publie une nouvelle note en faveur d'une dynamique nationale pour le biomimétisme[95] ;
- En 2022, le biomimétisme est cité dans les orientations de France 2030.
- En 2023, la Commission Européenne finance le projet CSTO2NE[96]. Bioxegy, collabore avec des Universités Européennes et des start-ups pour développer des matériaux biomimétiques innovants capables d’absorber le carbone atmosphérique en vue de le recycler[96].

Le biomimétisme en France est intégré de façon croissante dans une dynamique de filières et un levier pour la DeepTech française :
- Myceco a ainsi rédigé plusieurs fiches thématiques afin de valoriser l’apport du biomimétisme pour les différents secteurs industriels. Certaines fiches orientées Défense, Sécurité, Aéronautique & Santé présentent à la fois une sélection de réponses bioinspirées aux enjeux capacitaires avant, pendant et après les opérations militaires, une sélection de startups de la Deeptech et la boite à outils méthodologiques pour relever les prochains défis[97],[98],[99] ;
- Ceebios a publié de nombreuses ressources par angles thématiques (énergie[100], BTP[101], matériaux[102], marin[103]...) ;
- En 2023, NewCorp publie le premier rapport dédié aux DeepTech françaises du biomimétisme et à l'analyse de leurs techniques et financements[104].

En cohérence avec cette accélération, le nombre d'organisations proposant du conseil, des études ou de la formation professionnelle s'accroit : Big Bang Project, Biomanagement, Bioxegy,, Biomim+, Blue Eco formations, Bureau ouvert , CapGemini Engineering, Ceebios, Ikos Lab, Institut des Futurs souhaitables, Institut polynésien du biomimétisme, Makesense, Myceco, NewCorpConseil, pikaia, Think+, utopies, vertigolab, wild innovation agency ...
En 2020, deux premières formations diplômantes sont lancées en France :
- Master of Science Nature Inspired Design[111][source insuffisante], à l'ENSCI les Ateliers Paris ;
- Master Bio-Inspired materials[112][source insuffisante], à l'Université de Pau et des Pays de l'Adour.

Depuis 2015, se tient le salon national du biomimétisme, BiomimExpo[source insuffisante], qui accueille une fois par an l'écosystème national des acteurs.
De nombreux exemples de biomimétisme appliqué en France sont mis en avant dans les médias français ou agrégés dans des ressources telles que la biomim'Galerie ou la série Nature=Futur !.

### Vidéographie
- S'inspirer du vivant pour construire nos systèmes, conférence TEDX de Kalina Raskin (Ingénieur physico-chimiste et Docteur en biologie, directrice générale du CEEBIOS ) ; TEDxVaugirardRoad, juillet 2016

## Ressources
- (en) Biomimicry - Nature as model, measure and mentor
- (fr) Biomimicry Europa, Comité Français
- (en) Journal of Bionic Engineering
- (en) Bioinspiration & Biomimetics
- (en) Ask Nature, a project of the Biomimicry Institute
- (fr) scoop.it sur le Biomimétisme - News
- (fr) Le biomimétisme
- (fr) Bioxegy, bureau d'études et d'ingénierie français pionnier du biomimétisme

## Laboratoires de recherche
- Équipe de recherche en Biorobotique, Institut des Sciences du Mouvement, ISM, UMR CNRS - Aix-Marseille Université (France)
- Groupe Écologie des systèmes multitrophiques et biomimétisme, de l'IRBI à Tours
- Groupe Robotique Bio-inspirée de l'équipe Robotique de l'IRCCYN, Nantes